# Super Play (Sverige)
Super PLAY, mellan 1993 och 1996 under namnet Super POWER, var en svenskspråkig dator- och TV-spelstidning, som utkom med 12 nummer per år, utgiven av förlaget Hjemmet Mortensen AB (tidigare Atlantic Förlag och Medströms Dataförlag). Super PLAY grundades av Tobias Bjarneby (chefredaktör fram till november 2004) och blev utnämnd till Sveriges ledande dator- och TV-spelstidning i branschtidningen Manuals årliga undersökningar 2003 och 2004. Chefredaktör var från juni 2007 Joakim Bennet. Den 17 augusti 2009 meddelade Joakim Bennet att tidningen skulle komma att läggas ner inom en snar framtid.
Sedan 2002 delade Super PLAY årligen ut priset Guldpixeln till "Årets spel" i flera kategorier.

## Historik
Super PLAY hade sina rötter i två av det tidiga 1990-talets stora Nintendospelsmagasin i Sverige: Nintendo-Magasinet och Super Power hos Atlantic förlag. 1990 grundades Nintendospelstidskriften Nintendo-Magasinet där bland annat Tobias Bjarneby debuterade som skribent. I mars 1993 kom det första numret av tidningen Super Power. De båda tidningarna existerade under en period (mars 1993-juli 1994) parallellt med varandra och båda var uteslutande fokuserade kring Nintendokonsolerna.
Super Powers chefredaktör var Jonas Svensson. Idén bakom Super Power att göra en mer oberoende och humoristisk tidning, som riktade sig till en äldre målgrupp än Nintendo-Magasinet, som ursprungligen till stor del hade börjat fungerade som serietidning med serier baserade på spel till Nintendokonsolerna, även om antalet serier bantats ned i april 1992. Super Power var redan vid starten helt utan serier, och var större och tjockare. Den saknade också prenumerantbilaga (vilket Nintendomagasinet hade, vid namn Power Player). I mitten av 1994 lades Nintendo-Magasinet ned i takt med en sjunkande försäljning, och resterande prenumeranter skrevs över på Super Power. Tidningens slogan var från början: "100 %", vilken snart kom att utökas till: "100 % Nintendo och lite till".
År 1995, samma år som Playstation och Sega Saturn kom till USA och Europa, började Super Power även skriva om Sega. Man hoppades på sätt kunna locka läsare från det nyligen nedlagda Sega Force, men antalet nya läsare uppskattades bara bli 300. Där med var tidningen inte enbart fokuserad på Nintendo även om den tidigare hade haft inslag av annat (redan 1994 hade man även börjat skriva om manga och anime). I samband med inriktningsbytet genomgick Super Power omfattande förändringar och redaktionens ambitioner hade vuxit. Till slut beslutade man att göra en ny tidning istället för att bara göra om Super Power. I mars 1996 bytte tidningen namn till Super Play. Tanken var från början att den nya tidningen bara skulle heta Play men förlaget insisterade på att ha kvar ordet 'Super' i namnet. Därav namnet "Super Play", och ordet skrevs ofta "PLAY" versalt för att betona tyngdpunkten. I juni 2001 började tidningen med recensioner av datorspel.
Några av de övergripande målen med Super PLAY var att skapa en seriös speltidning, artiklarna skulle skrivas med eftertanke. Man ville också få bort den rådande "nördstämpeln" som TV-spel hade vid tidpunkten. Inspiration hämtades från den svenska musiktidningen Pop och det brittiska livsstilsmagasinet The Face. Efter en viss tids experimenterande hittades en balans mellan långa djupgående artiklar och en läsbarhet. 1997 lanserades Svenska Playstationmagasinet parallellt, men tidningen övergick senare till att ha en egen redaktion med Tommy Rydling som redaktör. Samma år slogs Atlantic ihop med Medströms Dataförlag. Super Play blev förlagets bästsäljande tidskrift tillsammans med seriesamlingen Larson!. I juni 2004 publicerades det 100:e numret.
I november 2004 tillkännagavs att dåvarande chefredaktören Tobias Bjarneby tillsammans med redaktörerna Thomas Wiborgh och Martin Johansson lämnade tidningen i samband med att förlaget Medströms Dataförlag AB blev uppköpt av Hjemmet Mortensen AB. Den 21 januari 2005 slutade samtliga av tidningens skribenter förutom Tommy Rydling, som tillträdde som ny chefredaktör. Som chefredaktör anställde han Mats Nylund som tidigare lämnat PC Gamer och Alfred Holmgren som han hitta på forumet. Några dagar senare tillkännagavs att förlaget Reset Media AB hade skapats för att ge ut den nya, månatliga speltidningen Reset och webbplatsen Loading.se. Tidningen Reset slogs året därpå samman med IDG:s Player1 till den nya speltidningen LEVEL.
Under finanskrisen 2009 då annonsintäkterna sjönk drabbades många tidningar av sparkrav. Däribland Super PLAY:s förlag Hjemmet Mortensen som 2008 hade bytt ägare från det numera nerlagda Edda Media till Egmont. För att säkra finanserna lades då Super PLAY samt Svensk Motorsport ned. Detta trots ett försök att helt göra om tidningens utseende (Super Play 2.0). Anledningen enligt förlaget var att "nätet tagit över den redaktionella bevakningen". Förlaget skulle istället satsa på sina webbsidor FZ och PC Gamer. En del av skribenterna från Super PLAY började som frilansjournalister på FZ, bland annat Johan Martinsson.

## Betygsystem
Tidningen hade från starten 1993 till 1999 betygsystemet 1-100. Från 2000 använde de betygen 1-10. Två spel fick det gamla systemets högsta betyg. Dessa var The Legend of Zelda: Ocarina of Time (december 1998) och Donkey Kong Country (1994). I sista numret recenserades ett spel med den 100-gradiga skalan och de övriga spelen med 10-gradig skala.

## Sista numret
Det sista numret av Super PLAY släpptes i oktober 2009. Det innehöll en omfattande intervju med tidningens samtliga chefredaktörer, som berättade om sin tid från början till slutet. I numret återfanns äldre upplagors klassiska reklamannonser från till exempel butiken Spelia, och recensioner i samma utförande som alla de sätt som använts under tidningens existens. En Playstation 3-recension hade till exempel samma gula band och betygsskala (1-100) som Playstation-recensionerna. Tidningens titel var densamma som det första numret av Super PLAY; "Räkna med bråk".
- Chefredaktör: Joakim Bennet
- Redaktionschef: Alfred Holmgren
- Redaktör: Mats Nylund

## Arvet från Super PLAY
Tonen i tidningen, under dess senare format, var mycket seriösare än konkurrenterna och dator- och TV-spel klassades som fullvärdig kultur. Utöver recensioner hade tidningen djuplodande reportage, långa intervjuer, krönikor och ledare. De hade också i slutet en sammanställning av de större spelvärldens kritiker. De anordnade också Guldpixeln på Berns som kan ses som dator- och TV-spel-Sveriges svar på filmens Guldbaggen eller musikens Grammis. Många av dagens spelkritiker har sin bakgrund i Super PLAY däribland Svenska Dagbladets Sam Sundberg, Tove Bengtsson, Jimmy Håkansson och Tommy Rydling, Aftonbladets spelredaktör Alfred Holmgren samt FZs nuvarande chefredaktör Joakim Bennet. Super PLAY kan ha varit en stor bidragande orsak till att dagstidningarna började skriva om TV-spel också.